# Cyclanorbis senegalensis
La tartaruga alata del Senegal (Cyclanorbis senegalensis Duméril e Bibron, 1835) è una tartaruga d'acqua dolce della famiglia dei Trionichidi.

## Descrizione
Negli adulti il carapace (lungo fino a 50 cm, di forma ovale e un po' a cupola) è di colore marrone o verde oliva scuro con il margine più chiaro; talvolta può presentare piccole macchiette scure. Quello degli esemplari giovani presenta alcune file longitudinali di tubercoli e una piccola carena vertebrale. Il termine «alata» deriva dalla presenza di due alette femorali situate sul piastrone che ricoprono le zampe quando vengono retratte nel carapace. Il piastrone è bianco o color crema, con alcune macchie grigie o marroni. La testa è verde oliva o marrone sulla regione superiore, più chiara sui lati e chiazzata su mento e gola. Il collo e gli arti sono verde oliva o marrone grigiastro. Su ciascuna zampa anteriore si trovano cinque o sei pliche cutenee a forma di mezzaluna. I maschi hanno code più lunghe e più grosse delle femmine.

## Distribuzione e habitat
L'areale della tartaruga alata del Senegal si estende su gran parte del continente africano, dal Sudan, attraverso il Camerun, fino a Gabon, Senegal e Ghana.
Vive in fiumi, torrenti e laghi (soprattutto nelle foreste a galleria), e, durante la stagione delle piogge, in paludi e stagni della savana.

## Biologia
La biologia di questa specie è solo scarsamente conosciuta. Una femmina esaminata il 12 aprile conteneva sei uova dal guscio fragile. I piccoli hanno il carapace grigio o marrone, con vermicolature sparse nere e macchioline gialle di forma irregolare, la testa grigia o marrone finemente maculata e la gola e il mento bianchi. Non presentano ancora le alette ai margini del carapace.